# Келлехер, Брайан
Бра́йан Ке́ллехер (англ. Brian Kelleher; род. 19 августа 1986, Ошенсайд, Нью-Йорк) — американский боец смешанного стиля, представитель легчайшей и полулёгкой весовых категорий. Выступает на профессиональном уровне начиная с 2011 года, известен по участию в турнирах бойцовских организаций UFC, Bellator, Ring of Combat и др. Владел титулом чемпиона Ring of Combat в легчайшем весе.

## Биография
Брайан Келлехер родился 19 августа 1986 года в Селдене, Нью-Йорк.
Детство провёл на Лонг-Айленде, увлекался многими видами спорта: хоккеем, футболом, боулингом. Заниматься единоборствами начал в 2007 году.

### Начало профессиональной карьеры
Дебютировал в смешанных единоборствах на профессиональном уровне в марте 2011 года, проиграл дебютной бой сдачей, попавшись в первом раунде в «гильотину». Дрался в небольших американских промоушенах, преимущественно в Атлантик-Сити, выступал как в легчайшей, так и в полулёгкой весовых категория.
В октябре 2011 года на турнире Bellator вышел в клетку против Клаудио Ледесмы и по итогам трёх раундов уступил ему единогласным решением судей.
В сентябре 2012 года завоевал вакантный титул чемпиона WCMMA в полулёгком весе, уже на 12 секунде отправив в нокаут Билла Джонса.
В апреле 2013 года вновь выступил в Bellator, на сей раз по очкам уступил Джимми Ривере.
В период 2014—2016 годов Келлехер сделал серию из шести побед, завоевал и защитил титул чемпиона Ring of Combat в легчайшем весе, взял верх над такими известными бойцами как Андре Сухамтат и Хулио Арсе (дважды).

### Ultimate Fighting Championship
Находясь на серии из шести побед, привлёк к себе внимание крупнейшей бойцовской организации мира Ultimate Fighting Championship и в 2017 году подписал с ней долгосрочный контракт. В дебютном поединке в октагоне UFC на турнире в Бразилии с помощью «гильотины» принудил к сдаче местного бразильского бойца Иури Алкантару, заработав при этом бонус за лучшее выступление вечера.
В июле 2017 года встретился с эквадорцем Марлоном Верой, уже в первом раунде попался на рычаг локтя и вынужден был сдаться.
В октябре 2017 года в Польше дрался с поляком Дамианом Стасяком, выиграл техническим нокаутом в третьем раунде, получив награду за лучший бой вечера.
В феврале 2018 года единогласным решением судей победил бразильца Ренана Барана.
В мае 2018 года в поединке с другим представителем Бразилии Джоном Линекером потерпел поражение нокаутом в третьем раунде.
В декабре 2018 года проиграл сдачей соотечественнику Монтелу Джексону.
На май 2019 года планировался бой против канадца Митча Ганьона, но Келлехер снялся с турнира из-за травмы и был заменён новичком организации Коулом Смитом .

## Статистика в профессиональном ММА
| Боёв 39  | Побед 24 | Поражений 15 |
| -------- | -------- | ------------ |
| Нокаутом | 8        | 2            |
| Сдачей   | 10       | 8            |
| Решением | 6        | 5            |

| Результат | Рекорд | Соперник          | Способ                      | Турнир                              | Дата             | Раунд | Время | Место                    | Примечание                                                |
| --------- | ------ | ----------------- | --------------------------- | ----------------------------------- | ---------------- | ----- | ----- | ------------------------ | --------------------------------------------------------- |
| Поражение | 24-15  | Коди Гарбрандт    | KO (удар)                   | UFC 296                             | 16 декабря 2023  | 1     | 3:37  | Лас-Вегас, Невада, США   |                                                           |
| Поражение | 24-14  | Марио Баутиста    | Сдача (удушение сзади)      | UFC on ESPN: Царукян vs. Гамрот     | 16 декабря 2023  | 1     | 2:27  | Лас-Вегас, Невада, США   |                                                           |
| Поражение | 24-13  | Умар Нурмагомедов | Сдача (удушение сзади)      | UFC 272                             | 5 марта 2022     | 1     | 3:15  | Лас-Вегас, Невада, США   |                                                           |
| Победа    | 24–12  | Кевин Крум        | Единогласное решение        | UFC on ESPN: Каттар vs. Чикадзе     | 15 января 2022   | 3     | 5:00  | Лас-Вегас, США           | бой в полулегком весе.                                    |
| Победа    | 23–12  | Доминго Пиларте   | Единогласное решение        | UFC on ESPN: Cannonier vs. Gastelum | 21 августа 2021  | 3     | 5:00  | Лас-Вегас, США           | вернулся в легчайший вес.                                 |
| Поражение | 22-12  | Рикки Саймон      | Единогласное решение        | UFC 258                             | 13 февраля 2021  | 3     | 5:00  | Лас-Вегас, США           |                                                           |
| Победа    | 22-11  | Рэй Родригес      | Сдача (гильотина)           | UFC Fight Night: Overeem vs. Sakai  | 5 сентября 2020  | 1     | 0:39  | Лас-Вегас, США           | Выступление вечера.                                       |
| Поражение | 21-11  | Коди Стаманн      | Единогласное решение        | UFC 250                             | 6 июня 2020      | 3     | 5:00  | Лас-Вегас, США           |                                                           |
| Победа    | 21-10  | Хантер Азуре      | KO (удары руками)           | UFC Fight Night: Smith vs. Teixeira | 13 мая 2020      | 2     | 3:40  | Джэксонвилл, США         | Бой в полулёгком весе. Бой вечера.                        |
| Победа    | 20-10  | Оде Осборн        | Сдача (гильотина)           | UFC 246                             | 18 января 2020   |       |       | Лас-Вегас, США           | Выступление вечера.                                       |
| Поражение | 19-10  | Монтел Джексон    | Сдача (удушение д’Арсе)     | UFC 232                             | 29 декабря 2018  | 1     | 1:40  | Инглвуд, США             | Бой в промежуточном весе 62,1 кг; Джексон не сделал вес.  |
| Поражение | 19-9   | Джон Линекер      | KO (удар рукой)             | UFC 224                             | 12 мая 2018      | 3     | 3:43  | Рио-де-Жанейро, Бразилия |                                                           |
| Победа    | 19-8   | Ренан Баран       | Единогласное решение        | UFC on Fox: Emmett vs. Stephens     | 24 февраля 2018  | 3     | 5:00  | Орландо, США             |                                                           |
| Победа    | 18-8   | Дамиан Стасяк     | TKO (удары руками)          | UFC Fight Night: Cerrone vs. Till   | 21 октября 2017  | 3     | 3:39  | Гданьск, Польша          | Бой вечера.                                               |
| Поражение | 17-8   | Марлон Вера       | Сдача (рычаг локтя)         | UFC on Fox: Weidman vs. Gastelum    | 22 июля 2017     | 1     | 2:18  | Юниондейл, США           |                                                           |
| Победа    | 17-7   | Иури Алкантара    | Сдача (гильотина)           | UFC 212                             | 3 июня 2017      | 1     | 1:48  | Рио-де-Жанейро, Бразилия | Выступление вечера.                                       |
| Победа    | 16-7   | Хулио Арсе        | Сдача (гильотина)           | Ring of Combat 54                   | 4 марта 2016     | 3     | 0:18  | Атлантик-Сити, США       | Защитил титул чемпиона Ring of Combat в легчайшем весе.   |
| Победа    | 15-7   | Джош Робинсон     | KO (удар рукой с разворота) | Ring of Combat 53                   | 20 ноября 2015   | 3     | 0:24  | Атлантик-Сити, США       |                                                           |
| Победа    | 14-7   | Хулио Арсе        | Решение большинства         | Ring of Combat 52                   | 25 сентября 2015 | 3     | 5:00  | Атлантик-Сити, США       | Выиграл титул чемпиона Ring of Combat в легчайшем весе.   |
| Победа    | 13-7   | Джей Хас          | Сдача (гильотина)           | CCFC 49                             | 6 июня 2015      | 1     | 4:49  | Бетлехем, США            | Бой в промежуточном весе 63,5 кг.                         |
| Победа    | 12-7   | Андре Сухамтат    | Единогласное решение        | CES MMA 28                          | 13 марта 2015    | 3     | 5:00  | Линкольн, США            | Вернулся в легчайший вес.                                 |
| Победа    | 11-7   | Марк Черико       | Сдача (гильотина)           | Pinnacle FC 9                       | 26 ноября 2014   | 1     | 0:37  | Канонсберг, США          | Бой в промежуточном весе 62,6 кг.                         |
| Поражение | 10-7   | Энди Мейн         | Сдача (треугольник)         | CCFC 34                             | 19 апреля 2014   | 1     | 1:26  | Морристаун, США          |                                                           |
| Победа    | 10-6   | Лестер Касло      | Сдача (удушение сзади)      | CCFC 31                             | 8 февраля 2014   | 2     | 1:34  | Атлантик-Сити, США       |                                                           |
| Поражение | 9-6    | Джефф Смит        | Сдача (рычаг локтя)         | CCFC 29                             | 1 ноября 2013    | 2     | 4:39  | Кинг-оф-Пруссия, США     | Бой в промежуточном весе 70,3 кг.                         |
| Поражение | 9-5    | Скотт Хекман      | Единогласное решение        | CCFC 27                             | 21 сентября 2013 | 3     | 5:00  | Кинг-оф-Пруссия, США     |                                                           |
| Поражение | 9-4    | Джимми Ривера     | Единогласное решение        | Bellator 95                         | 4 апреля 2013    | 3     | 5:00  | Атлантик-Сити, США       | Бой в промежуточном весе 63,5 кг.                         |
| Победа    | 9-3    | Тайлер Кахихиколо | Единогласное решение        | Coalition of Combat                 | 1 декабря 2012   | 3     | 5:00  | Финикс, США              |                                                           |
| Победа    | 8-3    | Билл Джонс        | KO (удар рукой)             | WCMMA 1: Portugal vs. USA           | 15 сентября 2012 | 1     | 0:10  | Ледьярд, США             | Выиграл вакантный титул чемпиона WCMMA в полулёгком весе. |
| Победа    | 7-3    | Райан Ваккаро     | TKO (летучее колено)        | Rock Out Knock Out                  | 2 июня 2012      | 2     | 0:56  | Асбери-Парк, США         |                                                           |
| Победа    | 6-3    | Рафаэль Чавес     | TKO (удары руками)          | CCFC 14                             | 14 апреля 2012   | 2     | 3:41  | Атлантик-Сити, США       |                                                           |
| Победа    | 5-3    | Джош Паркер       | Сдача (удушение сзади)      | NEF: Fight Night 1                  | 11 февраля 2012  | 1     | 4:31  | Льюистон, США            |                                                           |
| Поражение | 4-3    | Артур Рофи        | Сдача (рычаг локтя)         | CCFC 12                             | 10 декабря 2011  | 1     | 4:57  | Атлантик-Сити, США       | Вернулся в полулёгкий вес.                                |
| Поражение | 4-2    | Клаудио Ледесма   | Единогласное решение        | Bellator 54                         | 15 октября 2011  | 3     | 5:00  | Атлантик-Сити, США       | Бой в промежуточном весе 63,5 кг.                         |
| Победа    | 4-1    | Майкл Ладюк       | TKO (остановлен врачом)     | Ring of Combat 37                   | 9 сентября 2011  | 3     | 3:14  | Атлантик-Сити, США       |                                                           |
| Победа    | 3-1    | Мэнни Миллан      | Сдача (удушение сзади)      | Xtreme Fight Events: Cage Wars 9    | 29 июля 2011     | 1     | 3:34  | Атлантик-Сити, США       |                                                           |
| Победа    | 2-1    | Сиям Юсефи        | Сдача (гильотина)           | CCFC 8                              | 20 мая 2011      | 1     | 2:41  | Атлантик-Сити, США       | Дебют в легчайшем весе.                                   |
| Победа    | 1-1    | Нейт Эйнсуорт     | KO (удар рукой)             | CZ 37                               | 29 апреля 2011   | 1     | 0:23  | Сейлем, США              | Бой в полулёгком весе.                                    |
| Поражение | 0-1    | Дэн Сион          | Сдача (гильотина)           | Xtreme Fight Events: Cage Wars 5    | 11 марта 2011    | 1     | 4:42  | Честер, США              |                                                           |